# Veronica pectinata
Veronica pectinata är en grobladsväxtart som beskrevs av Carl von Linné. Veronica pectinata ingår i släktet veronikor, och familjen grobladsväxter. Utöver nominatformen finns också underarten V. p. glandulosa.